# فرانک ریسلی
فرانک ریسلی (انگلیسی: Frank Riseley؛ ۶ ژوئیهٔ ۱۸۷۷ – ۶ فوریهٔ ۱۹۵۹) یک تنیس‌باز اهل بریتانیا بود.